# Дагсбург (графство)

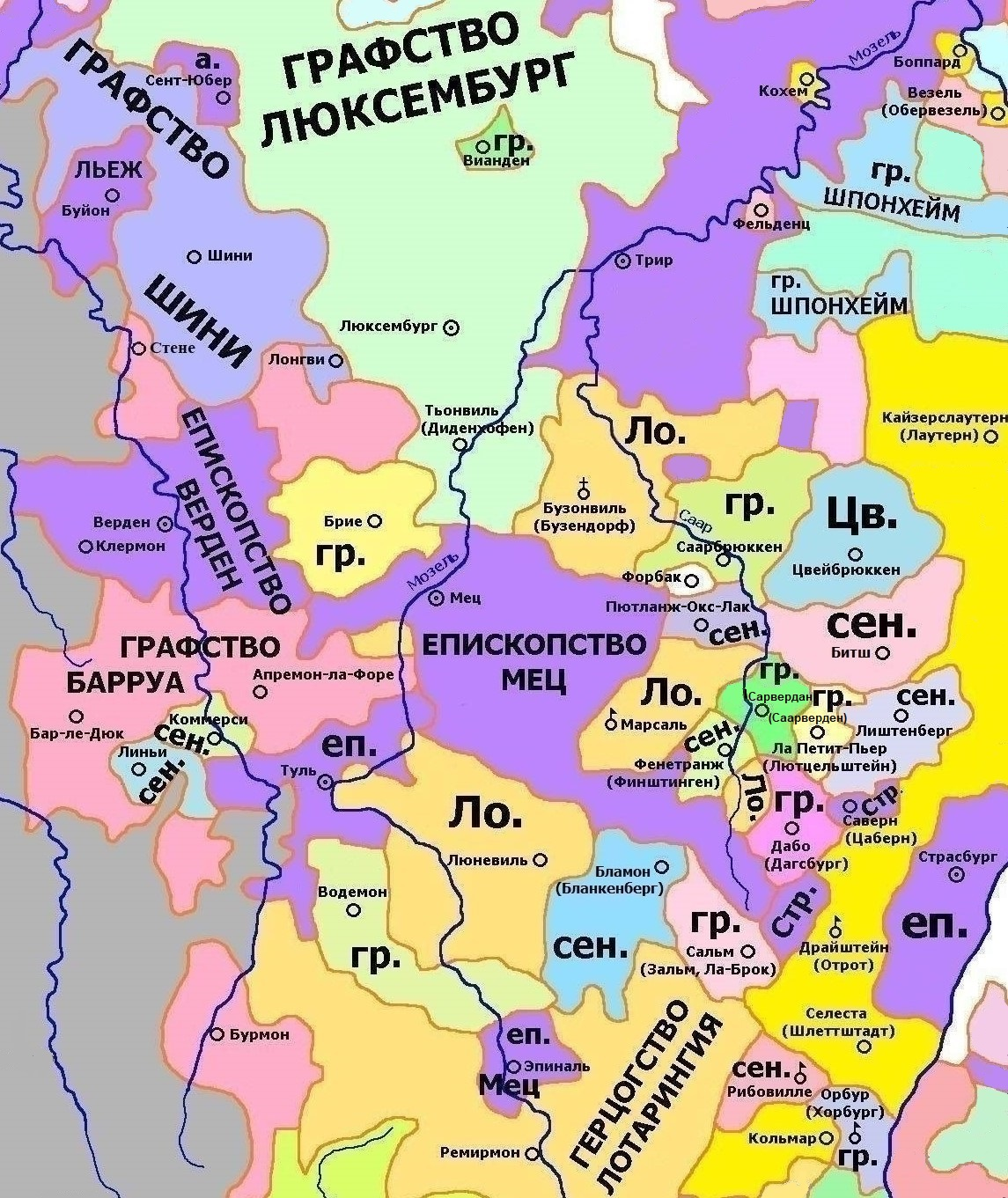
Графство Дагсбург на карте

Графство Дагсбург (нем. Grafschaft Dagsburg) — феодальное княжество в средневековой Германии (Верхний Эльзас).
Около 1000 года граф Нордгау и Эгисхейма Гуго VI из рода Этихонидов (отец римского папы Льва IX) женился на Хейлвиге фон Дагсбург, принесшей в приданое земли в Верхнем Эльзасе, и принял титул графа Дагсбурга. Его потомки были графами Дагсбурга, Эгисхейма, Моха и Меца, фогтами нескольких монастырей.
Мужская линия пресеклась в 1089, затем в 1212 году. Последней представительницей рода стала Гертруда фон Дагсбург. Она умерла в 1225 году бездетной, и её третий муж Симон фон Лейнинген после её смерти сумел сохранить за собой часть владений покойной супруги, в том числе Дагсбург.

## Список графов Дагсбурга
- Гуго VI, граф в Нордгау, граф Эгисхейма и Дагсбурга;
- Гуго VII (ум. 1046/49), граф Дагсбурга, сын;
- Генрих I (ум. до 1050), граф Эгисхейма и Дагсбурга, сын;
- Гуго VIII (убит 1089), граф Дагсбурга, сын;
- Альберт I (ум. 1098), граф Дагсбурга, муж Хейлвиги, сестры Гуго VIII;
- Гуго IX (ум. после 1137), сын;
- Гуго X (ум. 1178 или позже), граф Дагсбурга и Меца, сын;
- Альберт II (ум. 1212), сын;
- Гертруда фон Дагсбург (ум. 1225), дочь;
- Тибо I (ум. 1215), герцог Лотарингии, граф Дагсбурга и Меца, первый муж Гертруды;
- Тибо IV Шампанский, король Наварры, второй муж Гертруды (развелись в 1220);
- Симон фон Лейнинген (ум. 1234/36), граф Дагсбурга, третий муж Гертруды.

Симон умер бездетным, ему наследовал брат — граф Фридрих IV фон Лейнинген. Его внук Фридрих VI (ум. 1327) был основателем линии Лейнинген-Дагсбург, существовавшей до 1797 года.